# Darya Kheri
Darya Kheri (o Daria Kheri) fou un estat tributari protegit del tipus thakurat garantit a l'agència de Bhopal a l'Índia. La superfície era de 15,5 km². El thakur rebia una petita subvenció dels sobirans de Gwalior, Dewas i el principat de Bhopal en el lloc de certs drets del thakur sobre algunes terres; dos pobles els posseïa a Shujawalpur sota garantia del govern britànic i per ells pagava una renda a Gwalior de 107 lliures. El 1881 era thakur Ranjit Singh.